# دار الإفتاء الليبية
دار الإفتاء الليبية كانت مؤسسة تأسست في عام 1951. واستمرت في فترة الحكم الملكي في ليبيا وشغل منصبها في 1951 مفتي طرابلس آنذاك محمد أبو الأسعاد العالم.
بعد وصول القذافي للحكم استمرت حتى العام 1983، حيث تم إلغاؤها.

## دار للافتاء بعد 17 فبراير 2011
في 20 فبراير 2012 أصدر المستشار مصطفى عبد الجليل رئيس المجلس الوطني الانتقالي آنذاك القانون رقم 15 بشأن «تأسيس دار الإفتاء الليبية» وهو القانون الذي ثارت حوله انتقادات عديدة حول شرعيته الدستورية وما حواه من مواد. ليصبح الصادق الغرياني رئيساً لها وهو الذي جاءت المبادرة منه ليصبح «مفتي ليبيا». وحسب الموقع الإلكتروني لها فهي (جهة مستقلة تتبع رئيس الجمهورية أو ما حل محله).
تمويل الدار يأتي بموازنة خاصة توفرها الحكومة الليبية، كما يتمتع بها المفتي رتبة وراتب رئيس وزراء.

### مهام
وحسب القانون الذي صدرت من خلالها في 2012 فإن مهامها تقتصر على:
1. وضع سياسة الإفتاء في ليبيا
2. الإشراف على الشؤون العلمية للإفتاء وإعداد الخطط اللازمة لتنظيمه والنهوض به بالتعاون مع علماء الشريعة.
3. تحديد ثبوت الأهلة وبداية الشهور القمرية التي تتعلق بها أعياد المسلمين وعباداتهم.
4. تقديم الفتوى والرأي والمشورة في الأمور التي تعرض عليها فيما يتعلق بالمسائل اليومية.

### تأسيس الدار
تأُسست دار الإفتاء في ليبيا قبل إعلان التحرير بمدة، واستمرت في العهد الملكي، وأوائل فترة حكم القذافي، ثم ألغيت أثناء حكم النظام السابق عام 1983م، ثم عادت للعمل من جديد بعد قيام الثورة  على النظام عام 2011م، وهي جهة مستقلة تتبع رئيس الجمهورية أوما يحل محله.

### مهام دار الإفتاء
ومن أهم مهام دار الإفتاء كما حددها قانون دار الإفتاء:
```
وضع السياسة العامة للإفتاء في ليبيا.
الإشراف على الشؤون العلمية للإفتاء وإعداد الخطط اللازمة لتنظيمه والنهوض به.
تحديد ثبوت الأهلة وبداية الشهور القمرية التي تتعلق بها أعياد المسلمين وعباداتهم.
تقديم الرأي والمشورة في الأمور التي تعرض عليها فيما يتعلق بالمسائل اليومية.
```

### طرق الرد على الاستفتاءات
1. الاستفتاء المباشر: وذلك بحضور السائل شخصيا لمقر الدار وسؤال أحد المشايخ المفتين لإجابته عن سؤاله.
2. الاستفتاء المكتوب: وذلك بتقديم سؤال مكتوب إلى الدار، إو إرساله عن طريق البريد الإلكتروني: ، أو عن طريق الفاكس: 0213346484.
3. الاستفتاء عن طريق الهاتف: وذلك بالاتصال على الرقم المجاني: 1413، عبر شبكات (ليبيانا والمدار والهاتف الأرضي)، وللمستفتين من خارج ليبيا الاتصال على الرقم #الدولي (غير المجاني): 00218213660003.
4. الاستفتاء عن طريق بريد صفحة الدار على الفيس بوك: facebook.com/IFTALibya، أو عبر منصة تويتر: twitter.com/IFTALibya.

ومواعيد الاتصال من الأحد إلى الخميس من الساعة 8 صباحا إلى الساعة 3 ظهرا بتوقيت ليبيا.
الموقع الرسمي لدار الإفتاء الليبية 

### السيرة الذاتية
السيرة الذاتية
```
ولد بمدينة مسلاته – قرية وادنة – يوم 11 ربيع الأول سنة 1365 هـ الموافق 13 يناير سنة 1946 م أنهى الدرسة الابتدائية العام الدراسي 59 / 60، ودخل المرحلة الإعدادية، فأخذ الشهادة الإعدادية صيف عام 63 .
```

تحصل على إجازة التدريس الخاصة (تخصص لغة عربية ودين) سنة 1967 م تحصل على الشهادة الثانوية (القسم الأدبي) صيف 1971 م. تقدم للدراسة بكلية التربية (كلية المعلمين العليا سابقاً) بطرابلس، فقبل في قسم اللغات (العربية والإنجليزية والفرنسية) فاجتاز السنة الأولى، ثم تخصص في اللغة الفرنسية وآدابها، ودرس السنة الثانية في باريس، فحصل على الليسانس في هذا التخصص، ودرَّس اللغة الفرنسية بالمرحلة الثانوية سبع سنوات بعث أثناءها للدراسة في فرنسا سنة 76 / 77 م ثم بعث مرة أخرى في دورة صيفية سنة 1978 م.
سجل في الدراسات العليا في العام الجامعي 79 / 1980 بكلية التربية بطرابلس.وتحصل على الدبلوم في الدراسات الإسلامية صيف سنة 1980 م وسجل رسالة الماجستير بإشراف الدكتور عبد السلام أبو ناجي، وكانت في تحقيق قسم العبادات من «عدة البروق» للونشريسي، وهو كتاب في الفروق الفقهية (قسم من القواعد الفقهية), وناقش الرسالة سنة 1984 م ثم أتم باقي الكتاب بالتحقيق وقد طبع الكتاب بعد ذلك في دار الغرب الإسلامي ببيروت.
واصل التدريس بالمرحلة الثانوية، ثم درَّس بكلية القانون جامعة قاريونس ببنغازي، ثم بكلية القانون جامعة ناصر (سابقاً) بترهونة، ثم عين رسمياً بها ثم انتقل إلى كلية القانون جامعة طرابلس بطرابلس، وما زال بها إلى الآن.
سجل رسالة الدكتوراة بجامعة الزيتونة بتونس سنة 1995 م، وناقش أطروحته صيف سنة 2000 م وكانت بعنوان «القاضي عبد الوهاب البغدادي ومنهجه في شرح الرسالة» باشراف الشيخ عثمان بطيخ فتحصل على دكتوراه الدولة في العلوم الإسلامية (الفقه المقارن). بدأت صلته بالعلوم الشرعية سنة 1967 م، فقرأ المواريث على أحد مشايخ القرية، وقرأ الفقه المالكي في كتبه المشهورة، وكتب التوحيد، وقرأ المنطق والبلاغة والنحو والصرف وعلوم الحديث والتفسير، وأكثر من قراءة كتب الحديث، فقرأ الموطأ بشرح الزرقاني وصحيح البخاري بحاشية السندي، وأجزاء من كتب السنة الأخرى، وصحيح مسلم بشرح النووي، له إجازات في علوم الحديث من عدة علماء من أشهرهم الشيخ يوسف الكتاني بالمغرب.
في علمي الميراث والقواعد الفقهية قل نظيره، وتخصصه الدقيق فقه مقارن.له حلقات دروس في بعض المساجد في شرح رسالة ابن أبي زيد القيرواني، وشرح الموطأ، وبعض كتب المالكية. عمل وزيرا لأوقاف في الفترة الانتقالية ثم اعتذر عنها، وتفرغ لدروس العلم ألف أربعة عشر كتاباً ما بين تحقيق وتأليف، آخرها الكافي في الفرائض لابن المنمر تحقيقا وقد طبعته دار الميمان بالرياض.
كما قيم العديد من البحوث والكتب والمقالات وساهم في كتابة معلمة القواعد الفقهية، وبعض الموسوعات العلمية.
شارك في ندوات متعددة في ليبيا، وتونس، والجزائر، اض والمغرب، والإمارات العربية المتحدة، والمملكة العربية السعودية، والأردن، وقطر، وتركيا، وبريطانيا، وموريتانيا وألقى محاضرات للمسلمين في فرنسا، وشارك ببحوث في المجمع الفقهي التابع لرابطة العالم الإسلامي بمكة المكرمة والمجلس الأوروبي للإفتاء والبحوث.
وهو الآن عضو بالمجمع الفقهي الدولي الذي يضم كبار علماء العالم الإسلامي.وهو عاكف على تحقيق بعض كتب الثراث وله كتب تحت الطبع وستخرج قريبا بعون الله تعالى.

### الشيخ سامي الساعدي
```
مكان وتاريخ الميلاد: طرابلس 21 – 03 – 1966
```

### المؤهلات العلمية
درس الهندسة المدنية في جامعة طرابلس
درس العلوم الإسلامية على يد الشيخ عبد اللطيف الشويرف، واللغة العربية على يد الشيخ عبد السلام التهامي، وحفظ القرآن الكريم على يد الشيخ مصطفى قشقش.
درس العلوم الإسلامية في الكلية الأوروبية للعلوم الإنسانية.
متحصل على شهادة الماجستير في العلوم الإسلامية من جامعة (وفاق المدارس) فيصل أباد – باكستان.

### الخبرات والوظائف
عمل أستاذاً في علوم اللغة العربية بكافة فروعها ومستوياتها في جامعة الدراسات كراتشي – باكستان
اشتغل على مدى سبعة وعشرين عاما بتدريس العلوم الإسلامية المختلفة في عدة بلدان
باحث وكاتب في الشؤون الإسلامية، له عدد من المؤلفات منها:
كتاب الجمعة آداب وأحكام (دراسة حديثية فقهية مقارنة)
كتاب ويل الغمامة في أحكام الإمامة (في فقه السياسة الشرعية) بالإضافة إلى المقالات الفكرية والفقهية والسياسية
وزير سابق لرعاية أسر الشهداء والمفقودين بعد الثورة.

### أبرز المهام والأنشطة الحالية
خطيب وداعية ومدرس متعاون مع وزارة الأوقاف والشؤون الإسلامية
عضو مجلس الأمناء في هيئة علماء ليبيا
رئيس مجلس حكماء وأعيان طرابلس المركز
مدير مكتب التوجيه الدعوي التابع لدار الإفتاء الليبية
أمين عام مجلس البحوث والدراسات الشرعية بدار الإفتاء

## جدل حولها وحول قانونها
أثيرت حول القانون الذي عُرف باسم (قانون الافتاء) عدة انتقادات حول شرعيته الدستورية وحول المواد التي حواها. وقد انتقدت رابطة علماء ليبيا القانون في نقاط عدة منها عدم السماح بمناقشة الفتوى الصادرة من الدار عبر وسائل الإعلام، وأنه لم يذكر أن (الفتوى غير ملزمة) كون الإلزام هو حكم القاضي فقط. كذلك جدلية عدم جواز إنشاء الدار قبل اعتماد دستور للبلاد وأيضاً تمتع المفتي برتبة (رئيس الوزراء).
وتدور حول دار الإفتاء الليبية تساؤلات في الشارع الليبي بعد ما وصف بالتدخلات التي قام بها المفتي الصادق الغرياني في العديد من أمور الدولة الليبية، كما حدث في جمعة إنقاذ ليبيا، وفي دعوته الناخبين إلى العدول عن انتخاب من وصفهم (بالعلمانيين) في انتخابات المؤتمر الوطني العام الليبي، ومحاولة التدخل في عملية كتابة الدستور الليبي الجديد بعد ثورة 17 فبراير.

## وصلات خارجية
- الموقع الرسمي